# عدم المساواة في الدخل في السويد
عدم المساواة في الدخل في السويد تتمتع السويد بتفاوت منخفض نسبيًا في الدخل ولديها مستوى معيشة مرتفع. تم تقدير معدل البطالة اعتبارًا من عام 2017 بنسبة 6.6٪ من خلال كتاب حقائق العالم لوكالة المخابرات المركزية، أقل مما هو عليه في دول الاتحاد الأوروبي الأخرى. غالبًا ما يُعتبر النموذج الاسكندنافي لمجتمع الرفاه الاجتماعي المتمثل في السويد وجيرانها القريبين قصة نجاح أوروبية مقارنة دوليًا مع الهياكل الاجتماعية والاقتصادية للدول الصناعية المتقدمة الأخرى. هذا النموذج من الرعاية الاجتماعية المقدمة من الدولة يشمل العديد من مزايا البطالة للفقراء، وتمول بإسهاب خدمات الصحة والإسكان والضمان الاجتماعي. داخل الدول الخالية من الفساد بشكل أساسي تلتزم بمبادئ مقياس انفتاح المعلومات حول النشاط الحكومي. يحتل عدم المساواة في الدخل في السويد مرتبة منخفضة في معامل جيني حيث بلغ 25.2 اعتبارًا من عام 2015، وهو واحد من أدنى المعدلات في العالم، ويحتل مرتبة مماثلة لدول الشمال الأوروبي الأخرى، على الرغم من أن عدم المساواة آخذ في الارتفاع مؤخرًا وأن العديد من بلدان أوروبا الوسطى لديها الآن معامل جيني أقل من السويد.
انخفض التضخم مؤخرًا منذ حوالي عام 2007 إلى أدنى مستوى تاريخي في السويد. يدفع السويديون ضرائب مرتفعة للغاية، حوالي 52.1٪ من الناتج المحلي الإجمالي (تقديرات 2014) لكنهم يتمتعون في المقابل بدولة رفاهية عالمية سخية للغاية. تتمتع الأسر المعيشية ذات الدخل المرتفع في السويد بحصة أقل إلى حد ما من رأس مال الدخل مقارنة بالدول الأخرى، مع أعلى دخل 10٪ يمتلك 24٪ من الدخل أو الاستهلاك (مقارنة بالولايات المتحدة الأمريكية حيث يحصل أعلى دخل 10٪ على 30٪ من الدخل أو الاستهلاك، وألمانيا 24٪، في حين أن النرويج لديها 21.2٪.)، ومعدلات فقر مطلق منخفضة للغاية.
أظهرت دراسات حديثة أن فجوة الثروة آخذة في الازدياد في السويد. في عام 2018 ادعى بنك سويسري رائد أن أعلى 10٪ من سكان السويد تمتلك 60-70٪ من ثروة البلاد. المقالة نفسها تشير بشكل أكثر دقة إلى بعض دول الشمال على أنها ديمقراطية اجتماعية. علاوة على ذلك فإن عدم المساواة في الثروة الذي أبرزه البنك هو الثروة المتراكمة، وليس عدم المساواة في الدخل. أظهرت دراسات أخرى أن أعلى 10٪ من السكان حققوا 90٪ من «دخل رأس المال» (يُعرَّف بأنه دخل من بيع المساكن والأسهم، والذي لا يكاد يعادل «دخل الاستثمار»)، لكنه لا يزال يحتفظ نسبيًا معدلات فقر منخفضة. خلصت دراسة أجرتها منظمة مراقبة عدم المساواة في عام 2010 إلى أنه بالنظر إلى العتبات عند 50٪ من متوسط الدخل القومي لدول الاتحاد الأوروبي، فإن معدل الفقر النسبي في السويد هو 7٪، ولا يزال أقل بكثير مما هو عليه في بعض البلدان الأخرى.